# Herre de Vos
Herre Fredrik Vos, bekend als Herre de Vos (Amsterdam, 2 oktober 1877 - Amsterdam, 17 februari 1948) was een Nederlands tenor.
Hij was zoon van Trijntje van der Hoek en meubelmaker Baltus Fredrik Vos, wonende aan de Lijnbaansgracht 98. Hijzelf trouwde in 1902 met Jeannette Christina Petronella Adams (1875-1957).
Hij werd ontdekt door de componist A.D. Loman, die hem een studie aanraadde bij Jos. Tyssen. Hij kreeg vanaf 1899 (De dochter van Madama Angot bij gezelschap Adee) voornamelijk bekendheid binnen het operette- en operacircuit. Hij zong bij de Franse Opera in Den Haag, vermoedelijk in Parijs en vervolgens samen met Enrico Caruso bij het gezelschap in Covent Garden (Rigoletto). Eenmaal terug in Nederland nam hij weer les (zang, harmonieleer, contrapunt en compositieleer bij Cateau Esser, die de School voor vocaal-dramatische kunst leidde, alsook bij Johan Hendrik Garms. Hij was rond 1905 een van de zangers van "Het Amsterdamsch Mannenkwartet" (De Vos, Frits Bangert (tenor), Hendrik Schoemaker (bariton) en Gerard Leenders (bas)). Hij stond ook wel op de planken van de Koninklijke Vlaamse Schouwburg in Brussel. Hij trad op bij meerdere operetteverenigingen, waarbij hij soms ook de functie van administrateur op zich nam. Voor die verenigingen vertaalde hij operettes en/of liedjes daaruit. Hij werd verder bekend via de radio (onder andere AVRO), en zong met zangeressen zoals Hélène Cals en Betty van den Bosch-Schmidt.
De Vos maakte ook lichte muziek, vooral levensliedjes en cabaret; hij was daarbij dichter-componist. Zo zong hij onder meer liedjes van Frederik van Monsjou en eigen teksten bij Jean-Louis Pisuisse. Hij promootte die liedjes in een voorzitterschap van de "Vereniging van woord- en toondichters der lichte muziek" en een functie binnen de "Woord- en Toonkunstenaarsliga". Hij trad daarbij tot op late leeftijd op, ook tijdens de Tweede Wereldoorlog bij bijvoorbeeld Johan Boskamp en Bob Milton.
Hij schreef ook enkele werken:
- Liederen voor een zangstem met piano
- Liedjes voor Mimi (1904, zeven getoonzette kinderliedjes naar Christine Wassenburg. Mimi ofwel Hermina Jeannette Vos was zijn dochter)
- Te Meye (tekst van Carel Vosmaer)

*Nederlands lied in den volkstoon
- Ze is om te stelen (uit de operette De dollarprinses)
- Koningslied op tekst van G. van Elring

Hij is te zien in de films Levensschaduwen (1916) van Theo Frenkel sr. en als oude professor in Jonge harten (1936) van Charles Huguenot van der Linden en Heinz Josephson
De Vos overleed na een buikoperatie in het Binnengasthuis. Hij werd daarop gecremeerd op Westerveld. Zijn overlijden was landelijk nieuws. Zijn naam dook na zijn dood tot in de jaren zestig regelmatig op tijdens jubilea en overlijdens van tijdgenoten. 
- Digitale Bibliotheek voor de Nederlandse Letteren: vos_085
- International Standard Name Identifier: 0000 0003 9668 3784
- Library of Congress Control Number: no2016068257
- MusicBrainz: c9eab57e-d118-4872-95e5-afe444d32714
- Nationale Bibliotheek van Tsjechië: mzk2011651328
- Nederlandse Thesaurus van Auteursnamen: 094879168
- Virtual International Authority File: 291649824